# Pachyvaranus crassispondylus
Il pachivarano (Pachyvaranus crassispondylus) è un rettile estinto, appartenente agli squamati. Visse alla fine del Cretaceo superiore (Maastrichtiano, circa 70 milioni di anni fa) e i suoi resti fossili sono stati ritrovati in Marocco e in Siria.

## Descrizione
Tutto ciò che si conosce di questo animale sono una serie di vertebre dalla forma particolare. Queste erano molto simili a quelle dei serpenti, ma erano sprovviste delle articolazioni accessorie (zigosfeni e zigantri) che caratterizzano le vertebre dei serpenti. I centri vertebrali erano appiattiti, affusolati, come quelli dei serpenti; le vertebre, inoltre, mostrano un notevole ispessimento (pachiostosi), caratteristica che si riscontra di solito in animali acquatici. L'intero animale doveva essere lungo circa un metro, e probabilmente aveva un aspetto simile a quello di altri varanoidi acquatici del Cretaceo, come gli aigialosauri e i dolicosauri: il corpo doveva essere lungo, così come la coda, mentre le zampe erano probabilmente corte.

### Vertebre spesse
Le vertebre di Pachyvaranus erano costituite da un tessuto osseo molto simile a quello di lucertole e serpenti attuali, e in particolare la crescita doveva essere quasi identica a quella dai varani. Tuttavia le vertebre sono estremamente compatte, al contrario di quelle degli squamati odierni che sono di costituzione leggera. La caratteristica pachiostosi di Pachyvaranus era dovuta principalmente alla mancanza di un campo di riassorbimento interno, che negli squamati viventi permette invece di trasformare le cortecce compatte in formazioni spugnose. Vi era anche una effettiva iperplasia (pachiostosi in senso stretto) presente solo nelle pareti della spina neurale. Queste caratteristiche vertebrali si rinvengono anche in un altro squamato acquatico, Carentonosaurus, e in un serpente marino, Simoliophis, entrambi del Cretaceo.

## Classificazione
Pachyvaranus è stato descritto per la prima volta da Arambourg nel 1952 sulla base di alcune vertebre ritrovate in Marocco. Insieme ad esse, Arambourg rinvenne anche alcuni osteodermi, ma ulteriori studi (Buffrénil et al. 2008, Houssaye et al. 2011) hanno rianalizzato i resti, con la conclusione che gli osteodermi appartenevano a un pesce teleosteo. Questi studi, in seguito a nuovi ritrovamenti, hanno permesso di classificare Pachyvaranus come un rappresentante dei Platynota, un gruppo di sauri che includono i varani attuali e numerose specie fossili, vicine all'origine dei serpenti. La caratteristica pachiostosi sembra essere stata un carattere derivato e probabilmente neotenico (ovvero presente nell'infanzia e perdurante nello sviluppo). Pachyvaranus potrebbe essere stato l'ultimo rappresentante di una linea evolutiva di platinoti acquatici, caratteristica del Cretaceo medio, i cui altri rappresentanti conosciuti (aigialosauridi, dolicosauridi, coniasauridi) si estinsero alla fine del Turoniano (circa 91 milioni di anni fa), ben prima della comparsa di Pachyvaranus nel Maastrichtiano. Ciò suggeriebbe una ghost lineage lunga circa 20 milioni di anni.